# یوجین فورد
یوجین فورد (انگلیسی: Eugene Forde؛ ۸ نوامبر ۱۸۹۸ – ۲۷ فوریه ۱۹۸۶) یک کارگردان فیلم اهل ایالات متحده آمریکا بود.

## فیلمشناسی
- در لباسی خیره‌کننده (۱۹۴۱)